# Jacek Soiński
Jacek Borys Soiński OFM – polski duchowny, dr hab. nauk teologicznych, profesor uczelni Zakładu Filozofii i Dialogu Wydziału Teologicznego Uniwersytetu im. Adama Mickiewicza w Poznaniu.

## Życiorys
W 1988 ukończył studia teologiczne w Papieskiej Akademii Teologicznej w Krakowie, a w 1992 studia psychologiczne w Katolickim Uniwersytecie Lubelskim Jana Pawła II, w 1997 obronił pracę doktorską pt. Poczucie zmiany osobowości w okresie ścisłej formacji w Zakonach Braci Mniejszych, której promotorem była prof. Zenomena Płużek, w 2011 r. uzyskał stopień doktora habilitowanego. 
Został zatrudniony na stanowisku adiunkta w Zakładzie Pedagogiki Chrześcijańskiej i Dialogu na Wydziale Teologicznym Uniwersytetu im. Adama Mickiewicza w Poznaniu.
Był dziekanem (p.o.) w Sekcji we Wronkach na Wydziale Teologicznym Uniwersytetu im. Adama Mickiewicza w Poznaniu, oraz prorektorem w Wyższej Szkole Filologii Hebrajskiej w Toruniu.
Jest profesorem uczelni w Zakładzie Filozofii i Dialogu  na Wydziale Teologicznym Uniwersytetu im. Adama Mickiewicza w Poznaniu, a także członkiem Rady Dyscypliny Naukowej – Nauk Teologicznych Uniwersytetu im. Adama Mickiewicza w Poznaniu.